# Tina Manker
Tina Manker (ur. 3 marca 1989 w Ludwigsfelde) – niemiecka wioślarka.

## Osiągnięcia
- Mistrzostwa Świata – Poznań 2009 – dwójka podwójna – 8. miejsce[1].
- Mistrzostwa Europy – Montemor-o-Velho 2010 – czwórka podwójna – 2. miejsce[1].
- Mistrzostwa świata – Bled 2011 – czwórka podwójna – 1. miejsce[1]